# Prvenstvo Hrvatske u bejzbolu
Hrvatska liga u bejzbolu je osnovana 1992. godine nakon izdvajanja iz Jugoslavije. Trenutno u ligi sudjeluje osam klubova, a uglavnom se igra između travnja i rujna. 

Prvenstvo se igra iz ligaškog dijela (jedna ili dvije skupine) i doigravanja koje se igra na serije. Završnica prvenstva se naziva Hrvatska serija te se trenutno igra na četiri dobivene utakmice.

## Sudionici 2013.
- Olimpija 83, Karlovac
- Sisak, Sisak
- Nada, Split
- Vindija, Varaždin
- Donat, Zadar
- Medvednica, Zagreb
- Novi Zagreb, Zagreb
- Zagreb, Zagreb

## Dosadašnji prvaci Hrvatske
Popis bejzbolaških prvaka SR Hrvatske.
- 1983.:  Nada (Split)

### Hrvatska serija
| sezona | prvak                        | omjer | doprvak                |
| ------ | ---------------------------- | ----- | ---------------------- |
| 1992.  | Nada, Split                  | 2:1   | Olimpija, Karlovac     |
| 1993.  | Zagreb                       | 2:0   | Olimpija, Karlovac     |
| 1994.  | Olimpija, Karlovac           | 2:1   | Zagreb                 |
| 1995.  | Olimpija, Karlovac           | 4:0   | Zagreb                 |
| 1996.  | Zagreb                       | 4:1   | Olimpija, Karlovac     |
| 1997.  | Olimpija, Karlovac           | 4:2   | Zagreb                 |
| 1998.  | Olimpija, Karlovac           | 4:0   | Vindija, Varaždin      |
| 1999.  | Olimpija, Karlovac           | 4:0   | Vindija, Varaždin      |
| 2000.  | Olimpija, Karlovac           | 4:0   | Zagreb                 |
| 2001.  | Zagreb                       | 4:1   | Olimpija, Karlovac     |
| 2002.  | Olimpija, Karlovac           | 4:3   | Zagreb                 |
| 2003.  | Kelteks, Karlovac            | 4:2   | Nada, Split            |
| 2004.  | Nada SSM, Split              | 4:0   | Zagreb                 |
| 2005.  | Nada SSM, Split              | 4:0   | Zagreb                 |
| 2006.  | Kelteks, Karlovac            | 4:0   | Zagreb                 |
| 2007.  | Kelteks, Karlovac            | 4:0   | Zagreb                 |
| 2008.  | Zagreb                       | 4:0   | Olimpija, Karlovac     |
| 2009.  | Olimpija, Karlovac           | 4:2   | Vindija, Varaždin      |
| 2010.  | Nada SSM, (Split)            | 4:1   | Olimpija, Karlovac     |
| 2011.  | Zagreb                       | 4:1   | Nada SSM, Split        |
| 2012.  | Nada SSM, Split              | 4:1   | Olimpija, Karlovac     |
| 2013.  | Olimpija '83, Karlovac       | 4:3   | Nada SSM, Split        |
| 2014.  | Nada SSM, Split              | 4:3   | Olimpija '83, Karlovac |
| 2015.  | Olimpija '83, Karlovac       | 4:3   | Nada, Split            |
| 2016.  | Nada, Split                  | 4:0   | Olimpija '83, Karlovac |
| 2017.  | Olimpija Karlovac (Karlovac) | 4:0   | Nada, Split            |
| 2018.  | Olimpija Karlovac (Karlovac) | 4:3   | Nada, Split            |
| 2019.  | Nada SSM (Split)             | 4:3   | Olimpija, Karlovac     |
| 2020.  | Olimpija Karlovac (Karlovac) | 4:2   | Nada, Split            |
| 2021.  | Olimpija Karlovac (Karlovac) | 4:3   | Nada, Split            |

#### Vječna ljestvica
(prvak / doprvak; stanje nakon sezone 2021.) 
- 17 / 10
  - Olimpija Karlovac
- 8 / 8
  - Nada Split
- 5 / 9
  - Zagreb
- 0 / 3
  - Vindija Varaždin